# 1902-es magyar vívóbajnokság
Az 1902-es magyar vívóbajnokság a harmadik magyar bajnokság volt. A bajnokságot április 25. és 27. között rendezték meg Budapesten, a MAC margitszigeti vívótermében.

## Eredmények
| Versenyszám     | Arany              | Arany | Ezüst                       | Ezüst | Bronz                       | Bronz |
| --------------- | ------------------ | ----- | --------------------------- | ----- | --------------------------- | ----- |
| Férfi tőrvívás  | Mészáros Ervin MAC |       | Lestyánszky Dezső Arlow VC  |       | Koós Kálmán Wiener Neustadt |       |
| Férfi kardvívás | Békessy Béla MAC   |       | dr. Nagy Béla Wesselényi VC |       | Krencsey Géza Wesselényi VC |       |